# Liaoning Nuzi Paiqiu Dui 2014-2015
Questa voce raccoglie le informazioni riguardanti il Liaoning Nuzi Paiqiu Dui nelle competizioni ufficiali della stagione 2014-2015.

## Organigramma societario
Area tecnica
- Allenatore: Zhao Yong

## Rosa
| N° | Nome           | Ruolo | Data di nascita  | Nazionalità sportiva |
| -- | -------------- | ----- | ---------------- | -------------------- |
| 1  | Wang Mengyi    | S     | 13 agosto 1995   | Cina                 |
| 2  | Yan Ni         | C     | 2 marzo 1987     | Cina                 |
| 3  | Li Man         | S     | 16 aprile 1989   | Cina                 |
| 4  | Liu Dan        | S/O   | 29 agosto 1989   | Cina                 |
| 5  | Zhao Yang      | C     | 10 maggio 1989   | Cina                 |
| 6  | Lao Meiqi      | P     | 17 maggio 1989   | Cina                 |
| 7  | Li Dandan      | S     | 5 aprile 1991    | Cina                 |
| 8  | Ding Xia       | P     | 13 gennaio 1990  | Cina                 |
| 10 | Duan Fang      | S     | 26 dicembre 1994 | Cina                 |
| 12 | Zhang Xiaochen | S     | 19 dicembre 1988 | Cina                 |
| 13 | Jin Yu         | L     | 4 luglio 1995    | Cina                 |
| 14 | Ren Ruizhuo    | S     | 29 ottobre 1992  | Cina                 |
| 15 | Gong Meizi     | L     | 17 aprile 1995   | Cina                 |
| 16 | Xu Yanan       | S/O   | 8 novembre 1994  | Cina                 |
| 17 | Li Aitong      | C     | 30 marzo 1989    | Cina                 |
| 18 | Li Yuwei       | S     | 25 giugno 1994   | Cina                 |

## Mercato
| Acquisti | Acquisti    | Acquisti | Acquisti   |
| R.       | Nome        | da       | Modalità   |
| -------- | ----------- | -------- | ---------- |
| L        | Jin Yu      | ?        | definitivo |
| S        | Ren Ruizhuo | ?        | definitivo |

| Cessioni | Cessioni        | Cessioni | Cessioni |
| R.       | Nome            | a        | Modalità |
| -------- | --------------- | -------- | -------- |
| P        | Sun Haiping     | ?        | ?        |
| L        | Wang Chengcheng | ?        | ?        |
| C        | Huang Wenting   | ?        | ?        |
| C        | Hu Mingyan      | ?        | ?        |

## Risultati

### Volleyball League A

#### Regular season

##### Prima fase
| 1ª giornata - 8 novembre 2014 Nationality College Gymnasium, Dalian  | Liaoning | 0 - 3 | Beijing  | 17-25, 23-25, 20-25               |
| 2ª giornata - 11 novembre 2014 Ziyang Stadium, Ziyang                | Sichuan  | 2 - 3 | Liaoning | 25-23, 25-22, 23-25, 20-25, 9-15  |
| 3ª giornata - 15 novembre 2014 Nationality College Gymnasium, Dalian | Liaoning | 3 - 0 | Tianjin  | 25-18, 25-22, 25-12               |
| 4ª giornata - 18 novembre 2014 Luohe City Stadium, Luohe             | Henan    | 2 - 3 | Liaoning | 25-16, 19-25, 17-25, 25-23, 9-15  |
| 5ª giornata - 22 novembre 2014 Yuanping Gymnasium, Shenzhen          | Bayi     | 3 - 2 | Liaoning | 23-25, 25-22, 25-21, 26-28, 18-16 |
| 6ª giornata - 25 novembre 2014 Glory Stadium, Pechino                | Beijing  | 3 - 0 | Liaoning | 25-20, 25-21, 29-27               |
| 7ª giornata - 29 novembre 2014 Nationality College Gymnasium, Dalian | Liaoning | 3 - 1 | Sichuan  | 23-25, 25-20, 25-14, 25-21        |
| 8ª giornata - 2 dicembre 2014 Tianjin Sports Center, Tientsin        | Tianjin  | 3 - 1 | Liaoning | 23-25, 28-26, 25-19, 25-23        |
| 9ª giornata - 6 dicembre 2014 Nationality College Gymnasium, Dalian  | Liaoning | 3 - 1 | Bayi     | 25-17, 25-20, 17-25, 25-21        |
| 10ª giornata - 9 dicembre 2014 Nationality College Gymnasium, Dalian | Liaoning | 3 - 1 | Henan    | 25-12, 22-25, 25-16, 27-25        |

##### Seconda fase
| 11ª giornata - 13 dicembre 2014 Jiashan County Coliseum, Jiaxing          | Zhejiang | 3 - 1 | Liaoning | 23-25, 25-14, 25-23, 25-10 |
| 12ª giornata - 16 dicembre 2014 Changzhou University Gymnasium, Changzhou | Jiangsu  | 3 - 1 | Liaoning | 25-17, 21-25, 25-20, 25-18 |
| 13ª giornata - 20 dicembre 2014 Nationality College Gymnasium, Dalian     | Liaoning | 3 - 1 | Zhejiang | 26-24, 23-25, 25-14, 25-20 |
| 14ª giornata - 23 dicembre 2015 Nationality College Gymnasium, Dalian     | Liaoning | 0 - 3 | Jiangsu  | 21-25, 21-25, 16-25        |
| 15ª giornata - 27 dicembre 2015 Fujian Olympic Sports Center, Fuzhou      | Fujian   | 3 - 0 | Liaoning | 28-26, 25-20, 25-23        |
| 16ª giornata - 30 dicembre 2015 Luwan Gymnasium, Shanghai                 | Shanghai | 3 - 0 | Liaoning | 25-22, 25-23, 25-18        |
| 17ª giornata - 3 gennaio 2015 Nationality College Gymnasium, Dalian       | Liaoning | 0 - 3 | Fujian   | 21-25, 14-25, 23-25        |
| 18ª giornata - 6 gennaio 2015 Nationality College Gymnasium, Dalian       | Liaoning | 0 - 3 | Shanghai | 22-25, 20-25, 18-25        |

## Statistiche

### Statistiche di squadra
| Competizione        | Punti | In casa | In casa | In casa | In trasferta | In trasferta | In trasferta | Totale | Totale | Totale |
| Competizione        | Punti | G       | V       | P       | G            | V            | P            | G      | V      | P      |
| ------------------- | ----- | ------- | ------- | ------- | ------------ | ------------ | ------------ | ------ | ------ | ------ |
| Volleyball League A | 10    | 9       | 5       | 4       | 9            | 2            | 7            | 18     | 7      | 11     |
| Totale              | -     | 9       | 5       | 4       | 9            | 2            | 7            | 18     | 7      | 11     |

G = partite giocate; V = partite vinte; P = partite perse

### Statistiche dei giocatori
| Giocatore | Volleyball League A | Volleyball League A | Volleyball League A | Volleyball League A | Volleyball League A | Totale | Totale | Totale | Totale | Totale |
| Giocatore | P                   | PT                  | AV                  | MV                  | BV                  | P      | PT     | AV     | MV     | BV     |
| --------- | ------------------- | ------------------- | ------------------- | ------------------- | ------------------- | ------ | ------ | ------ | ------ | ------ |
| Ding X.   | ?                   | ?                   | ?                   | ?                   | 27                  | ?      | ?      | ?      | ?      | 27     |
| Duan F.   | ?                   | 208                 | 178                 | 17                  | 13                  | ?      | 208    | 178    | 17     | 13     |
| Gong M.   | ?                   | ?                   | ?                   | ?                   | ?                   | ?      | ?      | ?      | ?      | ?      |
| Jin Y.    | ?                   | ?                   | ?                   | ?                   | ?                   | ?      | ?      | ?      | ?      | ?      |
| Lao M.    | ?                   | ?                   | ?                   | ?                   | ?                   | ?      | ?      | ?      | ?      | ?      |
| Liu D.    | ?                   | ?                   | ?                   | ?                   | ?                   | ?      | ?      | ?      | ?      | ?      |
| Li A.     | ?                   | 193                 | 124                 | 44                  | 25                  | ?      | 193    | 124    | 44     | 25     |
| Li D.     | ?                   | ?                   | ?                   | ?                   | ?                   | ?      | ?      | ?      | ?      | ?      |
| Li M.     | ?                   | ?                   | ?                   | ?                   | ?                   | ?      | ?      | ?      | ?      | ?      |
| Li Y.     | ?                   | ?                   | ?                   | ?                   | ?                   | ?      | ?      | ?      | ?      | ?      |
| Ren R.    | ?                   | ?                   | ?                   | ?                   | ?                   | ?      | ?      | ?      | ?      | ?      |
| Wang M.   | ?                   | ?                   | ?                   | ?                   | ?                   | ?      | ?      | ?      | ?      | ?      |
| Xu Y.     | ?                   | ?                   | ?                   | ?                   | ?                   | ?      | ?      | ?      | ?      | ?      |
| Yan N.    | ?                   | 336                 | 215                 | 103                 | 18                  | ?      | 336    | 215    | 103    | 18     |
| Zhang X.  | ?                   | 250                 | 223                 | 13                  | 14                  | ?      | 250    | 223    | 13     | 14     |
| Zhao Y.   | ?                   | ?                   | ?                   | ?                   | ?                   | ?      | ?      | ?      | ?      | ?      |

P = presenze; PT = punti totali; AV = attacchi vincenti; MV = muri vincenti; BV = battute vincenti